# Liste der Nummer-eins-Hits in Kroatien (2021)
Diese Liste der Nummer-eins-Hits basiert auf den offiziellen HRtop40 (Airplaycharts) und den Top lista prodaje (kroatische („domaće“) und ausländische („strano“) Alben) der Hrvatska diskografska udruga (HDU) im Jahr 2021.

## Singles
| ← 2020 ← | Liste der Nummer-eins-Hits in Kroatien | Liste der Nummer-eins-Hits in Kroatien | Liste der Nummer-eins-Hits in Kroatien                                          | 2022 → |
| \| Zeitraum \| Wo. ges. \| Interpret \| Titel Autor(en) \| Zusätzliche Informationen \| \| (Zeitraum, Wochen auf Platz eins, Interpret, Titel, Autor[en], zusätzliche Informationen) \| \| \| \| \| \| ----------------------------------------------------------------------------------------- \| -------- \| ----------------- \| ------------------------------------------------------------------------------- \| ------------------------------------------------------------------------------------------------------------------------------------------ \| \| 1.–5. Woche 5 Wochen (insgesamt 30) \| 30 \| Massimo \| Mali krug velikih ljudi Ivan Dečak \| – \| \| 6. Woche 1 Woche \| 1 \| Noelle feat. Zetz \| Halo Ivan Zečić, Miroslav Zečić \| – \| \| 7. Woche 1 Woche (insgesamt 30) \| 30 \| Massimo \| Mali krug velikih ljudi Ivan Dečak \| – \| \| 8.–12. Woche 5 Wochen (insgesamt 7) \| 7 \| Albina \| Tick tock Musik: Branimir Mihaljević; Text: Max Cinnamon, Tihana Buklijaš Bakić \| Mit diesem Lied vertrat die Sängerin aus Split Kroatien beim Eurovision Song Contest 2021. Sie verpasste aber den Einzug in die Finalshow. \| \| 13.–14. Woche 2 Wochen \| 2 \| Vatra \| Vidi kako se smiješ Ivan Dečak \| – \| \| 15. Woche 1 Woche (insgesamt 2) \| 2 \| Franka \| Bolji ljudi Ante Pecotić \| – \| \| 16. Woche 1 Woche \| 1 \| Silente \| Nikada ovako Musik: Tibor Karamehmedović; Text: Sanin Karamehmedović \| – \| \| 17. Woche 1 Woche (insgesamt 2) \| 2 \| Franka \| Bolji ljudi Ante Pecotić \| – \| \| 18. Woche 1 Woche (insgesamt 7) \| 7 \| Albina \| Tick tock Musik: Branimir Mihaljević; Text: Max Cinnamon, Tihana Buklijaš Bakić \| – \| \| 19. Woche 1 Woche \| 1 \| Massimo \| Putujemo i kad stojimo Ivan Dečak, Nenad Borgudan, Aljoša Šerić \| – \| \| 20. Woche 1 Woche (insgesamt 2) \| 2 \| Gibonni \| Kiša (Z’naab) Zlatan Stipišić Gibonni \| – \| \| 21. Woche 1 Woche (insgesamt 7) \| 7 \| Albina \| Tick tock Musik: Branimir Mihaljević; Text: Max Cinnamon, Tihana Buklijaš Bakić \| – \| \| 22. Woche 1 Woche \| 1 \| Gibonni \| Kiša (Z’naab) Zlatan Stipišić Gibonni \| – \| \| 23.–38. Woche 16 Wochen \| 16 \| Nina Badrić \| Ja još uvijek imam istu želju Nina Badrić, Predrag Martinjak \| – \| \| 39.–41. Woche 3 Wochen \| 3 \| Igor Delač \| Samo zbog vas Ivan Zečić, Miroslav Zečić \| – \| \| 42.–44. Woche 3 Wochen \| 3 \| Vanna \| Pjesma o tebi Ivana Ranilović-Vrdoljak \| – \| \| 45.–48. Woche 4 Wochen \| 4 \| Silente \| Poljubi me za kraj Sanin Karamehmedović, Tibor Karamehmedovic \| – \| \| 49.–52. Woche 4 Wochen \| 4 \| Pravila Igre \| Sretan Božić ljubavi Miro Buljan, Sonja Buljan \| – \| |                                        |                                        |                                                                                 | |
| ← 2020 |                                        |                                        |                                                                                 | → 2022 → |
| Zeitraum | Wo. ges.                               | Interpret                              | Titel Autor(en)                                                                 | Zusätzliche Informationen |
| (Zeitraum, Wochen auf Platz eins, Interpret, Titel, Autor[en], zusätzliche Informationen) |                                        |                                        |                                                                                 | |
| 1.–5. Woche 5 Wochen (insgesamt 30) | 30                                     | Massimo                                | Mali krug velikih ljudi Ivan Dečak                                              | – |
| 6. Woche 1 Woche | 1                                      | Noelle feat. Zetz                      | Halo Ivan Zečić, Miroslav Zečić                                                 | – |
| 7. Woche 1 Woche (insgesamt 30) | 30                                     | Massimo                                | Mali krug velikih ljudi Ivan Dečak                                              | – |
| 8.–12. Woche 5 Wochen (insgesamt 7) | 7                                      | Albina                                 | Tick tock Musik: Branimir Mihaljević; Text: Max Cinnamon, Tihana Buklijaš Bakić | Mit diesem Lied vertrat die Sängerin aus Split Kroatien beim Eurovision Song Contest 2021. Sie verpasste aber den Einzug in die Finalshow. |
| 13.–14. Woche 2 Wochen | 2                                      | Vatra                                  | Vidi kako se smiješ Ivan Dečak                                                  | – |
| 15. Woche 1 Woche (insgesamt 2) | 2                                      | Franka                                 | Bolji ljudi Ante Pecotić                                                        | – |
| 16. Woche 1 Woche | 1                                      | Silente                                | Nikada ovako Musik: Tibor Karamehmedović; Text: Sanin Karamehmedović            | – |
| 17. Woche 1 Woche (insgesamt 2) | 2                                      | Franka                                 | Bolji ljudi Ante Pecotić                                                        | – |
| 18. Woche 1 Woche (insgesamt 7) | 7                                      | Albina                                 | Tick tock Musik: Branimir Mihaljević; Text: Max Cinnamon, Tihana Buklijaš Bakić | – |
| 19. Woche 1 Woche | 1                                      | Massimo                                | Putujemo i kad stojimo Ivan Dečak, Nenad Borgudan, Aljoša Šerić                 | – |
| 20. Woche 1 Woche (insgesamt 2) | 2                                      | Gibonni                                | Kiša (Z’naab) Zlatan Stipišić Gibonni                                           | – |
| 21. Woche 1 Woche (insgesamt 7) | 7                                      | Albina                                 | Tick tock Musik: Branimir Mihaljević; Text: Max Cinnamon, Tihana Buklijaš Bakić | – |
| 22. Woche 1 Woche | 1                                      | Gibonni                                | Kiša (Z’naab) Zlatan Stipišić Gibonni                                           | – |
| 23.–38. Woche 16 Wochen | 16                                     | Nina Badrić                            | Ja još uvijek imam istu želju Nina Badrić, Predrag Martinjak                    | – |
| 39.–41. Woche 3 Wochen | 3                                      | Igor Delač                             | Samo zbog vas Ivan Zečić, Miroslav Zečić                                        | – |
| 42.–44. Woche 3 Wochen | 3                                      | Vanna                                  | Pjesma o tebi Ivana Ranilović-Vrdoljak                                          | – |
| 45.–48. Woche 4 Wochen | 4                                      | Silente                                | Poljubi me za kraj Sanin Karamehmedović, Tibor Karamehmedovic                   | – |
| 49.–52. Woche 4 Wochen | 4                                      | Pravila Igre                           | Sretan Božić ljubavi Miro Buljan, Sonja Buljan                                  | – |

## Alben
| ← 2020 ← | Liste der Nummer-eins-Hits in Kroatien (Lista prodaje domaće (einheimische Alben)) | Liste der Nummer-eins-Hits in Kroatien (Lista prodaje domaće (einheimische Alben)) | Liste der Nummer-eins-Hits in Kroatien (Lista prodaje domaće (einheimische Alben)) | 2022 →                                                                                |
| \| Zeitraum \| Wo. ges. \| Interpret \| Titel \| Zusätzliche Informationen \| \| (Zeitraum, Wochen auf Platz eins, Interpret, Titel, zusätzliche Informationen) \| \| \| \| \| \| ------------------------------------------------------------------------------ \| -------- \| ------------------------------------------- \| ------------------------------------ \| ------------------------------------------------------------------------------------- \| \| 52. Woche 2020 – 1. Woche 2021 3 Wochen \| 3 \| Rade Šerbedžija \| Ne okreći se, sine \| – \| \| 2.–3. Woche 2 Wochen \| 2 \| (Verschiedene Interpreten) \| 40 velikih hitova: Djecje pjesme \| – \| \| 4. Woche 1 Woche (insgesamt 2) \| 2 \| Šarlo Akrobata \| Bistriji ili tuplji čovek biva kad … \| – \| \| 5. Woche 1 Woche \| 1 \| Šarlo Akrobata & Idoli & Električni Orgazam \| Paket Aranžman \| – \| \| 6. Woche 1 Woche \| 1 \| Majke \| Milost \| – \| \| 7. Woche 1 Woche \| 1 \| Sergej Ćetković \| Arena Zagreb live \| – \| \| 8. Woche 1 Woche \| 1 \| Oliver Dragojević \| Vridilo je \| – \| \| 9. Woche 1 Woche (insgesamt 2) \| 2 \| Haustor \| Haustor \| – \| \| 10. Woche 1 Woche \| 1 \| Đorđe Balašević \| The Best of Collection \| Der Liedermacher aus Novi Sad starb Ende Februar 2021 nach einer Covid-19-Erkrankung. \| \| 11. Woche 1 Woche (insgesamt 2) \| 2 \| Haustor \| Haustor \| – \| \| 12. Woche 1 Woche (insgesamt 2) \| 2 \| Šarlo Akrobata \| Bistriji ili tuplji čovek biva kad … \| – \| \| 13.–14. Woche 2 Wochen \| 2 \| Indexi \| Modra Rijeka \| – \| \| 15. Woche 1 Woche \| 1 \| Matija Cvek \| Izbirljivo i slučajno \| – \| \| 16. Woche 1 Woche \| 1 \| (Verschiedene Interpreten) \| Jugoton Funk Vol. 1 \| – \| \| 17.–22. Woche 6 Wochen \| 6 \| Tonči Huljić & Madre Badessa \| Inamorana \| – \| \| 23.–25. Woche 3 Wochen (insgesamt 7) \| 7 \| (Verschiedene Interpreten) \| CMC Festival Vodice 2021 \| – \| \| 26. Woche 1 Woche \| 1 \| Eric \| I Am Eric \| – \| \| 27.–29. Woche 3 Wochen \| 3 \| Kud Idijoti \| Megapunk \| – \| \| 30.–31. Woche 2 Wochen (insgesamt 3) \| 3 \| (Verschiedene Interpreten) \| Splitski Festival 2021 \| – \| \| 32.–34. Woche 3 Wochen (insgesamt 7) \| 7 \| (Verschiedene Interpreten) \| CMC Festival Vodice 2021 \| – \| \| 35. Woche 1 Woche (insgesamt 3) \| 3 \| (Verschiedene Interpreten) \| Splitski Festival 2021 \| – \| \| 36. Woche 1 Woche (insgesamt 7) \| 7 \| (Verschiedene Interpreten) \| CMC Festival Vodice 2021 \| – \| \| 37. Woche 1 Woche \| 1 \| Željko Bebek \| Mali oblak ljubavi \| – \| \| 38. Woche 1 Woche (insgesamt 8) \| 8 \| Urban & 4 \| Lipanj, srpanj, kolovoz \| – \| \| 39. Woche 1 Woche \| 1 \| Dino Dvornik \| Pandorina kutija \| – \| \| 40. Woche 1 Woche \| 1 \| Marin Ivanović Stole \| Sve su to rime \| – \| \| 41. Woche 1 Woche (insgesamt 8) \| 8 \| Urban & 4 \| Lipanj, srpanj, kolovoz \| – \| \| 42.–43. Woche 2 Wochen \| 2 \| (Verschiedene Interpreten) \| Rockanje u Vinkovcima \| – \| \| 44.–45. Woche 2 Wochen \| 2 \| The Bambi Molesters \| As the Dark Wave Swells \| – \| \| 46. Woche 1 Woche \| 1 \| Matija Dedić \| Ladies \| – \| \| 47. Woche 1 Woche (insgesamt 8) \| 8 \| Urban & 4 \| Lipanj, srpanj, kolovoz \| – \| \| 48. Woche 1 Woche \| 1 \| The Bambi Molesters \| Dumb Loud Hollow Twang De Luxe \| – \| \| 49. Woche 1 Woche \| 1 \| Boris Novković \| Gori ulica \| – \| \| 50. Woche 1 Woche (insgesamt 3) \| 3 \| Bijelo Dugme \| 5. April ’81 \| – \| \| 51.–52. Woche 2 Wochen \| 2 \| Nina Badrić \| Dani i godine (Best of 2014–2021) \| – \| |                                                                                    |                                                                                    |                                                                                    |                                                                                       |
| ← 2020 |                                                                                    |                                                                                    |                                                                                    | → 2022 →                                                                              |
| Zeitraum | Wo. ges.                                                                           | Interpret                                                                          | Titel                                                                              | Zusätzliche Informationen                                                             |
| (Zeitraum, Wochen auf Platz eins, Interpret, Titel, zusätzliche Informationen) |                                                                                    |                                                                                    |                                                                                    |                                                                                       |
| 52. Woche 2020 – 1. Woche 2021 3 Wochen | 3                                                                                  | Rade Šerbedžija                                                                    | Ne okreći se, sine                                                                 | –                                                                                     |
| 2.–3. Woche 2 Wochen | 2                                                                                  | (Verschiedene Interpreten)                                                         | 40 velikih hitova: Djecje pjesme                                                   | –                                                                                     |
| 4. Woche 1 Woche (insgesamt 2) | 2                                                                                  | Šarlo Akrobata                                                                     | Bistriji ili tuplji čovek biva kad …                                               | –                                                                                     |
| 5. Woche 1 Woche | 1                                                                                  | Šarlo Akrobata & Idoli & Električni Orgazam                                        | Paket Aranžman                                                                     | –                                                                                     |
| 6. Woche 1 Woche | 1                                                                                  | Majke                                                                              | Milost                                                                             | –                                                                                     |
| 7. Woche 1 Woche | 1                                                                                  | Sergej Ćetković                                                                    | Arena Zagreb live                                                                  | –                                                                                     |
| 8. Woche 1 Woche | 1                                                                                  | Oliver Dragojević                                                                  | Vridilo je                                                                         | –                                                                                     |
| 9. Woche 1 Woche (insgesamt 2) | 2                                                                                  | Haustor                                                                            | Haustor                                                                            | –                                                                                     |
| 10. Woche 1 Woche | 1                                                                                  | Đorđe Balašević                                                                    | The Best of Collection                                                             | Der Liedermacher aus Novi Sad starb Ende Februar 2021 nach einer Covid-19-Erkrankung. |
| 11. Woche 1 Woche (insgesamt 2) | 2                                                                                  | Haustor                                                                            | Haustor                                                                            | –                                                                                     |
| 12. Woche 1 Woche (insgesamt 2) | 2                                                                                  | Šarlo Akrobata                                                                     | Bistriji ili tuplji čovek biva kad …                                               | –                                                                                     |
| 13.–14. Woche 2 Wochen | 2                                                                                  | Indexi                                                                             | Modra Rijeka                                                                       | –                                                                                     |
| 15. Woche 1 Woche | 1                                                                                  | Matija Cvek                                                                        | Izbirljivo i slučajno                                                              | –                                                                                     |
| 16. Woche 1 Woche | 1                                                                                  | (Verschiedene Interpreten)                                                         | Jugoton Funk Vol. 1                                                                | –                                                                                     |
| 17.–22. Woche 6 Wochen | 6                                                                                  | Tonči Huljić & Madre Badessa                                                       | Inamorana                                                                          | –                                                                                     |
| 23.–25. Woche 3 Wochen (insgesamt 7) | 7                                                                                  | (Verschiedene Interpreten)                                                         | CMC Festival Vodice 2021                                                           | –                                                                                     |
| 26. Woche 1 Woche | 1                                                                                  | Eric                                                                               | I Am Eric                                                                          | –                                                                                     |
| 27.–29. Woche 3 Wochen | 3                                                                                  | Kud Idijoti                                                                        | Megapunk                                                                           | –                                                                                     |
| 30.–31. Woche 2 Wochen (insgesamt 3) | 3                                                                                  | (Verschiedene Interpreten)                                                         | Splitski Festival 2021                                                             | –                                                                                     |
| 32.–34. Woche 3 Wochen (insgesamt 7) | 7                                                                                  | (Verschiedene Interpreten)                                                         | CMC Festival Vodice 2021                                                           | –                                                                                     |
| 35. Woche 1 Woche (insgesamt 3) | 3                                                                                  | (Verschiedene Interpreten)                                                         | Splitski Festival 2021                                                             | –                                                                                     |
| 36. Woche 1 Woche (insgesamt 7) | 7                                                                                  | (Verschiedene Interpreten)                                                         | CMC Festival Vodice 2021                                                           | –                                                                                     |
| 37. Woche 1 Woche | 1                                                                                  | Željko Bebek                                                                       | Mali oblak ljubavi                                                                 | –                                                                                     |
| 38. Woche 1 Woche (insgesamt 8) | 8                                                                                  | Urban & 4                                                                          | Lipanj, srpanj, kolovoz                                                            | –                                                                                     |
| 39. Woche 1 Woche | 1                                                                                  | Dino Dvornik                                                                       | Pandorina kutija                                                                   | –                                                                                     |
| 40. Woche 1 Woche | 1                                                                                  | Marin Ivanović Stole                                                               | Sve su to rime                                                                     | –                                                                                     |
| 41. Woche 1 Woche (insgesamt 8) | 8                                                                                  | Urban & 4                                                                          | Lipanj, srpanj, kolovoz                                                            | –                                                                                     |
| 42.–43. Woche 2 Wochen | 2                                                                                  | (Verschiedene Interpreten)                                                         | Rockanje u Vinkovcima                                                              | –                                                                                     |
| 44.–45. Woche 2 Wochen | 2                                                                                  | The Bambi Molesters                                                                | As the Dark Wave Swells                                                            | –                                                                                     |
| 46. Woche 1 Woche | 1                                                                                  | Matija Dedić                                                                       | Ladies                                                                             | –                                                                                     |
| 47. Woche 1 Woche (insgesamt 8) | 8                                                                                  | Urban & 4                                                                          | Lipanj, srpanj, kolovoz                                                            | –                                                                                     |
| 48. Woche 1 Woche | 1                                                                                  | The Bambi Molesters                                                                | Dumb Loud Hollow Twang De Luxe                                                     | –                                                                                     |
| 49. Woche 1 Woche | 1                                                                                  | Boris Novković                                                                     | Gori ulica                                                                         | –                                                                                     |
| 50. Woche 1 Woche (insgesamt 3) | 3                                                                                  | Bijelo Dugme                                                                       | 5. April ’81                                                                       | –                                                                                     |
| 51.–52. Woche 2 Wochen | 2                                                                                  | Nina Badrić                                                                        | Dani i godine (Best of 2014–2021)                                                  | –                                                                                     |

| ← 2020 ← | Liste der Nummer-eins-Hits in Kroatien (Lista prodaje strano (ausländische Alben)) | Liste der Nummer-eins-Hits in Kroatien (Lista prodaje strano (ausländische Alben)) | Liste der Nummer-eins-Hits in Kroatien (Lista prodaje strano (ausländische Alben)) | 2022 →                    |
| \| Zeitraum \| Wo. ges. \| Interpret \| Titel \| Zusätzliche Informationen \| \| (Zeitraum, Wochen auf Platz eins, Interpret, Titel, zusätzliche Informationen) \| \| \| \| \| \| ------------------------------------------------------------------------------ \| -------- \| --------------------------- \| ---------------------------------- \| ------------------------- \| \| 1. Woche 1 Woche \| 1 \| Ariana Grande \| Positions \| – \| \| 2. Woche 1 Woche \| 1 \| The Black Keys \| Brothers \| – \| \| 3. Woche 1 Woche (insgesamt 2) \| 2 \| Taylor Swift \| Evermore \| – \| \| 4. Woche 1 Woche (insgesamt 6) \| 6 \| Bruce Springsteen \| Letter to You \| – \| \| 5. Woche 1 Woche \| 1 \| Arctic Monkeys \| Live at the Royal Albert Hall \| – \| \| 6. Woche 1 Woche (insgesamt 4) \| 4 \| AC/DC \| Power Up \| – \| \| 7. Woche 1 Woche (insgesamt 2) \| 2 \| Foo Fighters \| Medicine at Midnight \| – \| \| 8. Woche 1 Woche \| 1 \| Pink Floyd \| Wish You Were Here \| – \| \| 9. Woche 1 Woche (insgesamt 2) \| 2 \| Foo Fighters \| Medicine at Midnight \| – \| \| 10. Woche 1 Woche \| 1 \| Bob Dylan \| 1970 \| – \| \| 11. Woche 1 Woche \| 1 \| Neil Young with Crazy Horse \| Way Down in the Rust Bucket \| – \| \| 12. Woche 1 Woche \| 1 \| Kings of Leon \| When You See Yourself \| – \| \| 13. Woche 1 Woche (insgesamt 2) \| 2 \| Lana Del Rey \| Chemtrails over the Country Club \| – \| \| 14.–15. Woche 2 Wochen \| 2 \| Led Zeppelin \| Untitled \| – \| \| 16. Woche 1 Woche (insgesamt 2) \| 2 \| Lana Del Rey \| Chemtrails over the Country Club \| – \| \| 17. Woche 1 Woche \| 1 \| The Smiths \| The Queen Is Dead \| – \| \| 18. Woche 1 Woche \| 1 \| Pink Floyd \| Live at Knebworth 1990 \| – \| \| 19. Woche 1 Woche \| 1 \| New Order \| Education Entertainment Recreation \| – \| \| 20.–21. Woche 2 Wochen \| 2 \| The Black Keys \| Delta Kream \| – \| \| 22. Woche 1 Woche (insgesamt 2) \| 2 \| Harry Styles \| Fine Line \| – \| \| 23. Woche 1 Woche \| 1 \| Moby \| Reprise \| – \| \| 24. Woche 1 Woche \| 1 \| Lady Gaga \| Chromatica \| – \| \| 25. Woche 1 Woche (insgesamt 2) \| 2 \| Harry Styles \| Fine Line \| – \| \| 26.–28. Woche 3 Wochen \| 3 \| Måneskin \| Teatro d’ira – vol. 1 \| – \| \| 29. Woche 1 Woche \| 1 \| The Sisters of Mercy \| BBC Sessions 1982–1984 \| – \| \| 30. Woche 1 Woche \| 1 \| Tina Turner \| Foreign Affair (Deluxe Edition) \| – \| \| 31. Woche 1 Woche (insgesamt 2) \| 2 \| Taylor Swift \| Evermore \| – \| \| 32.–35. Woche 4 Wochen \| 4 \| Billie Eilish \| Happier Than Ever \| – \| \| 36.–42. Woche 7 Wochen \| 7 \| Iron Maiden \| Senjutsu \| – \| \| 43. Woche 1 Woche (insgesamt 2) \| 2 \| Coldplay \| Music of the Spheres \| – \| \| 44.–47. Woche 4 Wochen (insgesamt 5) \| 5 \| Ed Sheeran \| = \| – \| \| 48. Woche 1 Woche (insgesamt 8) \| 8 \| Adele \| 30 \| – \| \| 49. Woche 1 Woche (insgesamt 5) \| 5 \| Ed Sheeran \| = \| – \| \| 50. Woche 1 Woche (insgesamt 2) \| 2 \| Coldplay \| Music of the Spheres \| – \| \| 51. Woche 2021 – 3. Woche 2022 5 Wochen (insgesamt 8) \| 8 \| Adele \| 30 \| – \| |                                                                                    |                                                                                    |                                                                                    |                           |
| ← 2020 |                                                                                    |                                                                                    |                                                                                    | → 2022 →                  |
| Zeitraum | Wo. ges.                                                                           | Interpret                                                                          | Titel                                                                              | Zusätzliche Informationen |
| (Zeitraum, Wochen auf Platz eins, Interpret, Titel, zusätzliche Informationen) |                                                                                    |                                                                                    |                                                                                    |                           |
| 1. Woche 1 Woche | 1                                                                                  | Ariana Grande                                                                      | Positions                                                                          | –                         |
| 2. Woche 1 Woche | 1                                                                                  | The Black Keys                                                                     | Brothers                                                                           | –                         |
| 3. Woche 1 Woche (insgesamt 2) | 2                                                                                  | Taylor Swift                                                                       | Evermore                                                                           | –                         |
| 4. Woche 1 Woche (insgesamt 6) | 6                                                                                  | Bruce Springsteen                                                                  | Letter to You                                                                      | –                         |
| 5. Woche 1 Woche | 1                                                                                  | Arctic Monkeys                                                                     | Live at the Royal Albert Hall                                                      | –                         |
| 6. Woche 1 Woche (insgesamt 4) | 4                                                                                  | AC/DC                                                                              | Power Up                                                                           | –                         |
| 7. Woche 1 Woche (insgesamt 2) | 2                                                                                  | Foo Fighters                                                                       | Medicine at Midnight                                                               | –                         |
| 8. Woche 1 Woche | 1                                                                                  | Pink Floyd                                                                         | Wish You Were Here                                                                 | –                         |
| 9. Woche 1 Woche (insgesamt 2) | 2                                                                                  | Foo Fighters                                                                       | Medicine at Midnight                                                               | –                         |
| 10. Woche 1 Woche | 1                                                                                  | Bob Dylan                                                                          | 1970                                                                               | –                         |
| 11. Woche 1 Woche | 1                                                                                  | Neil Young with Crazy Horse                                                        | Way Down in the Rust Bucket                                                        | –                         |
| 12. Woche 1 Woche | 1                                                                                  | Kings of Leon                                                                      | When You See Yourself                                                              | –                         |
| 13. Woche 1 Woche (insgesamt 2) | 2                                                                                  | Lana Del Rey                                                                       | Chemtrails over the Country Club                                                   | –                         |
| 14.–15. Woche 2 Wochen | 2                                                                                  | Led Zeppelin                                                                       | Untitled                                                                           | –                         |
| 16. Woche 1 Woche (insgesamt 2) | 2                                                                                  | Lana Del Rey                                                                       | Chemtrails over the Country Club                                                   | –                         |
| 17. Woche 1 Woche | 1                                                                                  | The Smiths                                                                         | The Queen Is Dead                                                                  | –                         |
| 18. Woche 1 Woche | 1                                                                                  | Pink Floyd                                                                         | Live at Knebworth 1990                                                             | –                         |
| 19. Woche 1 Woche | 1                                                                                  | New Order                                                                          | Education Entertainment Recreation                                                 | –                         |
| 20.–21. Woche 2 Wochen | 2                                                                                  | The Black Keys                                                                     | Delta Kream                                                                        | –                         |
| 22. Woche 1 Woche (insgesamt 2) | 2                                                                                  | Harry Styles                                                                       | Fine Line                                                                          | –                         |
| 23. Woche 1 Woche | 1                                                                                  | Moby                                                                               | Reprise                                                                            | –                         |
| 24. Woche 1 Woche | 1                                                                                  | Lady Gaga                                                                          | Chromatica                                                                         | –                         |
| 25. Woche 1 Woche (insgesamt 2) | 2                                                                                  | Harry Styles                                                                       | Fine Line                                                                          | –                         |
| 26.–28. Woche 3 Wochen | 3                                                                                  | Måneskin                                                                           | Teatro d’ira – vol. 1                                                              | –                         |
| 29. Woche 1 Woche | 1                                                                                  | The Sisters of Mercy                                                               | BBC Sessions 1982–1984                                                             | –                         |
| 30. Woche 1 Woche | 1                                                                                  | Tina Turner                                                                        | Foreign Affair (Deluxe Edition)                                                    | –                         |
| 31. Woche 1 Woche (insgesamt 2) | 2                                                                                  | Taylor Swift                                                                       | Evermore                                                                           | –                         |
| 32.–35. Woche 4 Wochen | 4                                                                                  | Billie Eilish                                                                      | Happier Than Ever                                                                  | –                         |
| 36.–42. Woche 7 Wochen | 7                                                                                  | Iron Maiden                                                                        | Senjutsu                                                                           | –                         |
| 43. Woche 1 Woche (insgesamt 2) | 2                                                                                  | Coldplay                                                                           | Music of the Spheres                                                               | –                         |
| 44.–47. Woche 4 Wochen (insgesamt 5) | 5                                                                                  | Ed Sheeran                                                                         | =                                                                                  | –                         |
| 48. Woche 1 Woche (insgesamt 8) | 8                                                                                  | Adele                                                                              | 30                                                                                 | –                         |
| 49. Woche 1 Woche (insgesamt 5) | 5                                                                                  | Ed Sheeran                                                                         | =                                                                                  | –                         |
| 50. Woche 1 Woche (insgesamt 2) | 2                                                                                  | Coldplay                                                                           | Music of the Spheres                                                               | –                         |
| 51. Woche 2021 – 3. Woche 2022 5 Wochen (insgesamt 8) | 8                                                                                  | Adele                                                                              | 30                                                                                 | –                         |